# Комиссия по ценным бумагам (Бразилия)
Комиссия по ценным бумагам — регулирующий орган рынка ценных бумаг Бразилии со штаб-квартирой в Рио-де-Жанейро и двумя региональными представительствами в Сан-Паулу и Бразилиа. Находится в ведении правления, состоящего из председателя и четырех комиссаров, назначаемых президентом Бразилии. Регулирует рынки капитала в Бразилии и их участников: биржи, государственные компании, финансовых посредников и инвесторов. Это независимый орган, связанный с Министерством финансов Бразилии.

## Цели[2]
- Обеспечение надлежащего функционирования биржевого и внебиржевого рынков;
- Защита владельцев ценных бумаг от мошеннических и противоправных действий;
- Защита потребителей от мошенничества и манипулирования рынком;
- Контроль прозрачности рынков и информации, раскрываемой компаниями[3];
- Контроль за справедливой практикой торговли;
- Стимулирование инвестиций в финансовые рынки и увеличение капитализации бразильских открытых компаний.